# Языки галф
Галф (языки залива; англ. Gulf languages, букв. «языки Мексиканского залива») — предполагаемая надсемья индейских языков Северной Америки. В неё включают мускогские языки, а также четыре исчезнувших изолята: атакапа, читимача, натчез и туника. К приходу европейцев все они были распространены к северу и северо-востоку от Мексиканского залива.
Впервые данную гипотезу предложила Мэри Хаас (Haas 1951, 1952), а её идеи поддержала Памела Манро (Munro, 1995). Сравнительный метод не позволил убедительно обосновать существование макросемьи, отчасти из-за малодоступности данных по некоторым языкам, которые до сих пор не опубликованы и находятся в архивах. Противниками данной гипотезы являются Лайл Кэмпбелл и Марианна Митун (Campbell and Mithun 1979, Campbell 1997).